# Who We Love
Who We Love ist ein Filmdrama von Graham Cantwell, das im Juli 2021 beim Galway Film Fleadh seine Premiere feierte.

## Handlung
Der Film folgt der Jugendlichen Lily und ihrem besten Freund Simon, die gemeinsam die Herausforderungen des Erwachsenwerdens und der Selbstfindung meistern. In Dublin entdecken sie die vielfältige LGBTQ+-Szene und werden dabei von Oonagh, einer erfahrenen Mentorin, unterstützt.

## Produktion

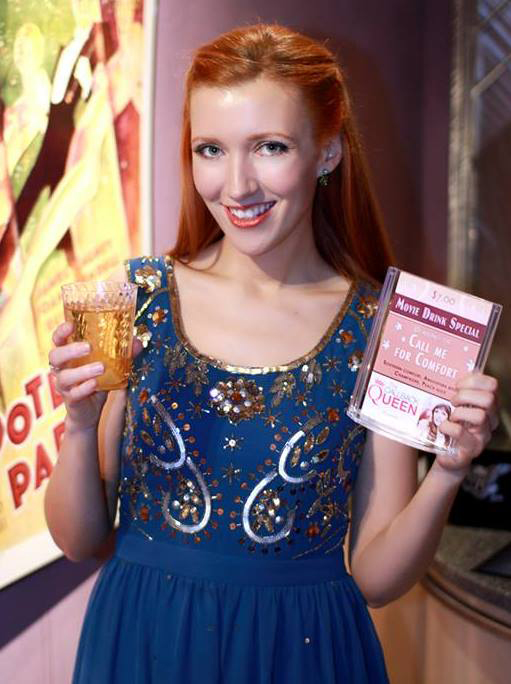
Amy-Joyce Hastings spielte bereits im Kurzfilm Lily Oonagh

Regie führte Graham Cantwell, der für den Film seinen eigenen, vielfach ausgezeichneten Kurzfilm Lily als Ausgangspunkt verwendete und das Drehbuch gemeinsam mit Katie McNeice schrieb.
Clara Harte spielt in der Hauptrolle Lily. In weiteren Rollen sind Dean Quinn als Simon, Amy-Joyce Hastings als Oonagh, Venetia Bowe als Violet, Paul Ronan als Dermot und Aisling O’Neill als Yvette zu sehen. Harte hatte bereits in Lily die Titelrolle gespielt, und auch Quinn, Hastings, Ronan und O’Neill waren darin in den gleichen Rollen zu sehen.
Die Premiere erfolgte am 24. Juli 2021 beim Galway Film Fleadh.

## Auszeichnungen
Galway Film Fleadh 2021
- Nominierung für den Bingham Ray New Talent Award (Clara Harte)

Irish Film and Television Awards 2022
- Nominierung als Bester Film
- Nominierung für die Beste Regie (Graham Cantwell)
- Nominierung für das Beste Drehbuch (Graham Cantwell und Katie McNeice)
- Nominierung als Bester Nebendarsteller (Dean Quinn)
- Nominierung als Beste Nebendarstellerin (Amy-Joyce Hastings)
- Nominierung für die Beste Filmmusik (Joseph Conlan)[4]